# Burgkunstadt
Burgkunstadt é uma cidade francônia no estado da Baviera, Alemanha. Localiza-se na região administrativa da Alta Francónia, no distrito Lichtenfels.